# Jean Gautherin
Pour les articles homonymes, voir Gautherin.
Jean Gautherin, né le 19 décembre 1840 à Ouroux-en-Morvan (hameau de Savault) et mort le 21 juillet 1890 à Paris 6e, est un sculpteur français.

## Biographie
Né au cœur du Morvan dans une famille paysanne, Jean Gautherin manifeste de bonne heure des dispositions pour le dessin et commence à sculpter avec son couteau des morceaux de bois dans sa jeunesse.
Sa mère, nourrice morvandelle sur place à Paris, travaille pour un directeur de l'hôpital de la Salpêtrière. À l'occasion d'un voyage à Paris, le père de Jean Gautherin donne une des œuvres de son fils au patron de sa femme. Impressionné, celui-ci lui offre son voyage à la capitale.
Illettré, il arrive tout jeune à Paris et commence par faire ses humanités. Ses prépositions artistiques le font admettre à l’école d’apprentis des Gobelins. Plus tard, il entre à l’atelier de Charles Gumery, où il est même un temps praticien, puis à celui d’Auguste Dumont, et enfin à l’École des beaux-arts de Paris, le 31 octobre 1864.
Il débute au Salon de 1865, avec un portrait d’homme, buste en terre cuite ; en 1867, il expose celui de M. V..., médaillon en plâtre, et obtient, un an après, sa première médaille avec une grande figure de Narcisse et le buste en marbre de son maitre, Gumery. Ses envois suivants furent, en 1869, un portrait d’enfant, en 1890, un saint Sébastien, étude très remarquée qui lui vaut une nouvelle médaille.
Incorporé, pendant la guerre, dans les mobiles de la Nièvre, sa faiblesse de complexion  le fait attacher aux bureaux de l’intendance. Ayant repris, la paix revenue, son ciseau, il connait des jours plus difficiles et reste assez longtemps en Nivernais, travaillant aux restaurations de la cathédrale et faisant quelques bustes, notamment ceux de l’évêque Mgr Forcade, de Mlle I. G., de Nevers, M. J. B., de Mlle J. T. et d’autres, qui ont été exposés par la suite. Gautherin a toujours produit beaucoup de portraits, recherchant surtout et rendant au suprême degré le caractère d’une physionomie. En 1876, il se remit à composer de grandes figures et des groupes donnant successivement son saint Sébastien en marbre, et Clotilde de Surville.
En 1878, il expose la première pensée de son Paradis perdu, en même temps qu’il taille en pierre une allégorie de l’Industrie qui sera aussitôt placée sur l’une des balustrades de la rotonde du Trocadéro. À la fin de l’Exposition universelle, il est médaillé de 3e classe et nommé chevalier de la Légion d'honneur.
Entre les expositions universelles de 1878 et celle de 1889, outre un certain nombre de portraits, notamment ceux de Pierre Véron, Seguy, Martinet, Paul Chenavard et Pierre d’Echeyrac, il participe, en 1879, au concours pour l'édification du Monument à la République destiné à la place de la République à Paris. Son projet est sélectionné pour le premier tour parmi près de 80 autres, mais lors du concours de second degré, restant en lice avec le projet des frères Charles et Léopold Morice, ce sont ces derniers que le jury choisit, ; il reçoit une prime de 4 500 francs de dédommagement. Il habite à cette époque au 84, rue d'Assas à Paris.
En 1885, il effectue un séjour de plusieurs semaines à Copenhague, le collectionneur et mécène Carl Jacobsen le mandatant à fin de sculpter un portrait de la princesse Dagmar, future tsarine Maria Feodorovna. Un important fonds de ses œuvres est conservé à Copenhague à la Ny Carlsberg Glyptotek, fondée par Jacobsen.
Il achève ensuite : la Clef des champs, statue de plâtre, Saint-Sébastien et Clotilde de Surville ; Le Paradis perdu, de plâtre devenu marbre, destiné au parc Monceau ; le Réveil albanais, buste vieux fer ; le Travail, vigoureuse personnification de l’ouvrier studieux, autrefois au  jardin du Luxembourg, Marguerite, l’Inspiration, La Religion encourageant l’Industrie et l’Agriculture, le portrait de l’impératrice de Russie. Comme sculpture monumentale, on lui doit la grande statue de la Ville de Paris pour la façade du nouvel Hôtel de Ville, les figures décoratives de l’horloge de ce même hôtel, un Saint-Cerenus, évêque du VIe siècle, statue de pierre pour la cathédrale de Marseille, un Saint-Joseph, aussi en pierre pour l’église Saint-Joseph de Paris, et pour terminer, le Diderot, assis de la place Saint-Germain-des-Prés.
En 1881, il est élu membre du comité de sculpture du comité des quatre-vingt-dix artistes français : peintres, sculpteurs, graveurs, architectes, chargés de rédiger les statuts de la Société des artistes français.
Certaines de ses torchères ont été fondues par le Val d'Osne, et ornent des édifices ou des jardins publics à Rio de Janeiro. Les fonderies de Tusey et Barbedienne ont également édité ses œuvres.
Mort, après une courte maladie, à son domicile du 2, passage Stanislas, trois mois à peine après le paysagiste Hector Hanoteau, dont il a été l’ami et l’élève, aux conseils et parfois l’influence duquel il a dû d’entrer dans la carrière artistique dont les commencements ont été extrêmement difficiles, il est, à l’issue de ses obsèques à Notre-Dame-des-Champs, le 23 juillet 1890, inhumé à Paris au cimetière du Montparnasse, où William Bouguereau a improvisé, à la demande des assistants, une allocution.

## Œuvres dans les collections publiques
Danemark
- Copenhague, Ny Carlsberg Glyptotek[14] :
  - Le Paradis perdu, 1883, groupe en marbre ;
  - L'Impératrice Marie Fedorovna de Russie, 1888, statue en marbre[15].

France
- Bonneuil-sur-Marne, hôtel de ville : Marianne, buste en plâtre d'après le modèle en marbre de l'hôtel de ville de Paris.
- Château-Gontier, hôtel de la sous-préfecture de la Mayenne : La République, 1886, buste.
- Compiègne, église Saint-Antoine : Saint Sébastien, 1876, statue en marbre[16].
- Lyon, musée des Beaux-Arts : Paul Chenavard, peintre, plâtre.
- Nevers :
  - hôtel de ville : La République.
  - musée municipal Frédéric Blandin : Madame Gautherin, 1885, plâtre patiné.
  - cathédrale Saint-Cyr-et-Sainte-Julitte : Les Martyres de saint Cyr et de sainte Julitte, bas-relief en pierre ornant le maître-autel.
- Paris :
  - cimetière de Montmartre : Charles Gumery, 1871, buste en marbre ornant la tombe du maître de Gautherin.
  - cimetière du Montparnasse : Pierre Véron, 1880, buste en bronze ornant la tombe du journaliste.
  - cimetière du Père-Lachaise (4e division) : Simon Marx, 1865, médaillon en bronze ornant la tombe du directeur de l'hôpital Saint-Antoine.
  - boulevard Saint-Germain : Monument à Diderot, 1886, statue en bronze.
  - hôtel de ville :
    - La Ville de Paris, 1881, haut-relief ornant le fronton ;
    - Marianne, buste en marbre.

  - mairie du 5e arrondissement, hall d'entrée : Le Paradis perdu, 1881, groupe en marbre[17].
  - musée du Luxembourg : Le Travail, 1885, bronze, envoyé à la fonte sous le régime de Vichy[18].
  - musée d'Orsay :
    - Clotilde de Surville, 1879, statue en marbre ;
    - Madame Gautherin, 1889, buste en marbre.

  - parc Monceau : Paradis perdu, 1883.
- Pomérols : Fontaine de la République, 1912, fonte[19].
- Reims, musée des Beaux-Arts : Clotilde de Surville, plâtre. Édité en bronze en huit tailles par Barbedienne.
- Rungis, mairie d'honneur : Marianne, terre cuite[20].
- Thiais, hôtel de ville : Marianne, 1880, buste en plâtre.

Monaco
- Monte-Carlo, casino de Monte-Carlo : décoration de la salle des fêtes.

## Salons et expositions
Médaillé aux Salons de en 1868, 1870, 1873 et 1878, une médaille d'or lui est décernée à l’Exposition universelle de 1889.
- Salon des artistes français :
  - 1876 : Saint Sébastien, marbre, hors-concours ;
  - 1879 : Jeune fille à la coquille ; Clotilde de Surville, marbre ;
  - 1880 : La République ; Portrait de M. Pierre Véron ;
  - 1889 : Portrait de l'impératrice de Russie.
- Exposition universelle de 1878 à Paris : Clotilde de Surville.

Œuvres de Jean Gautherin
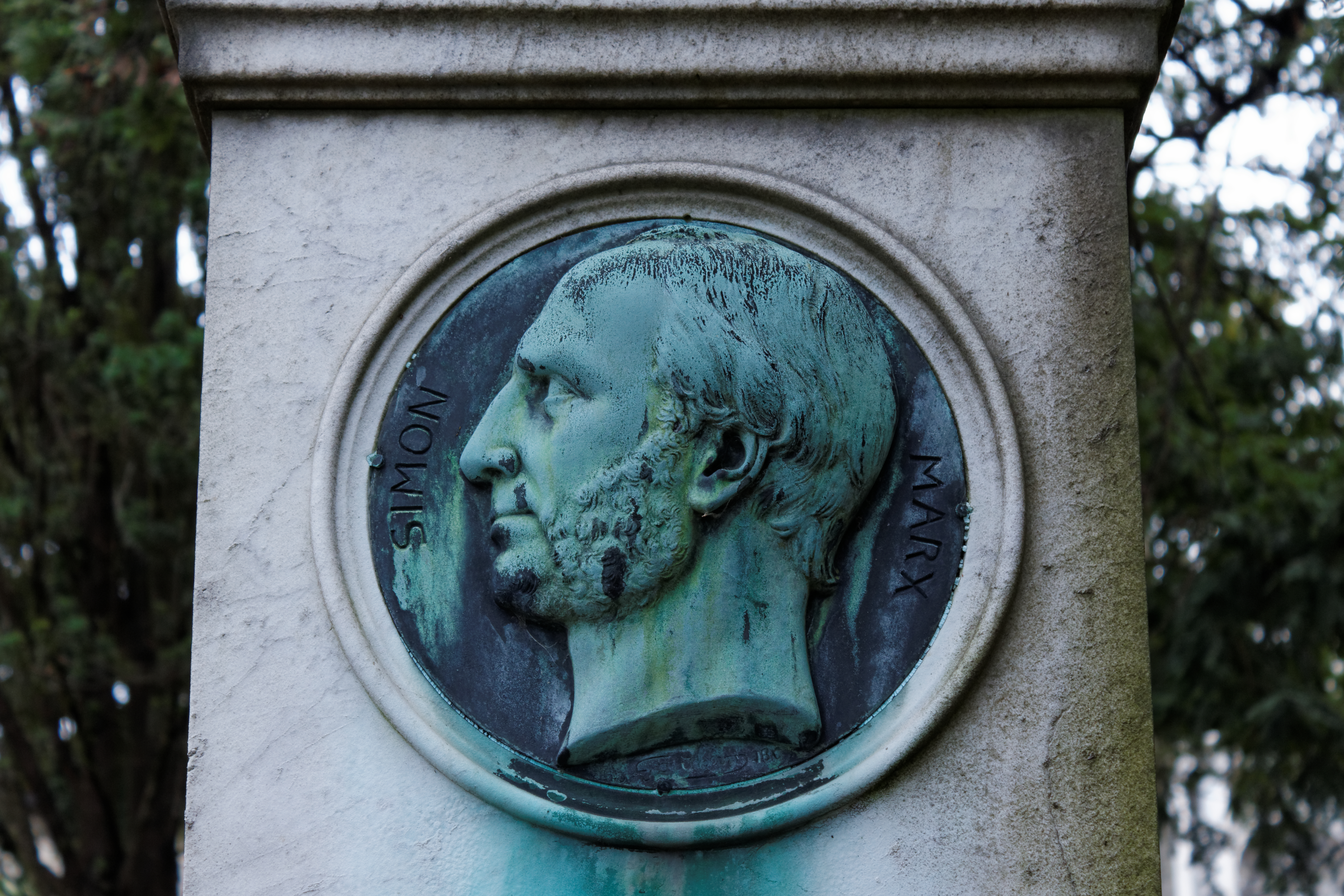
Simon Marx (1865), Paris, cimetière du Père-Lachaise.
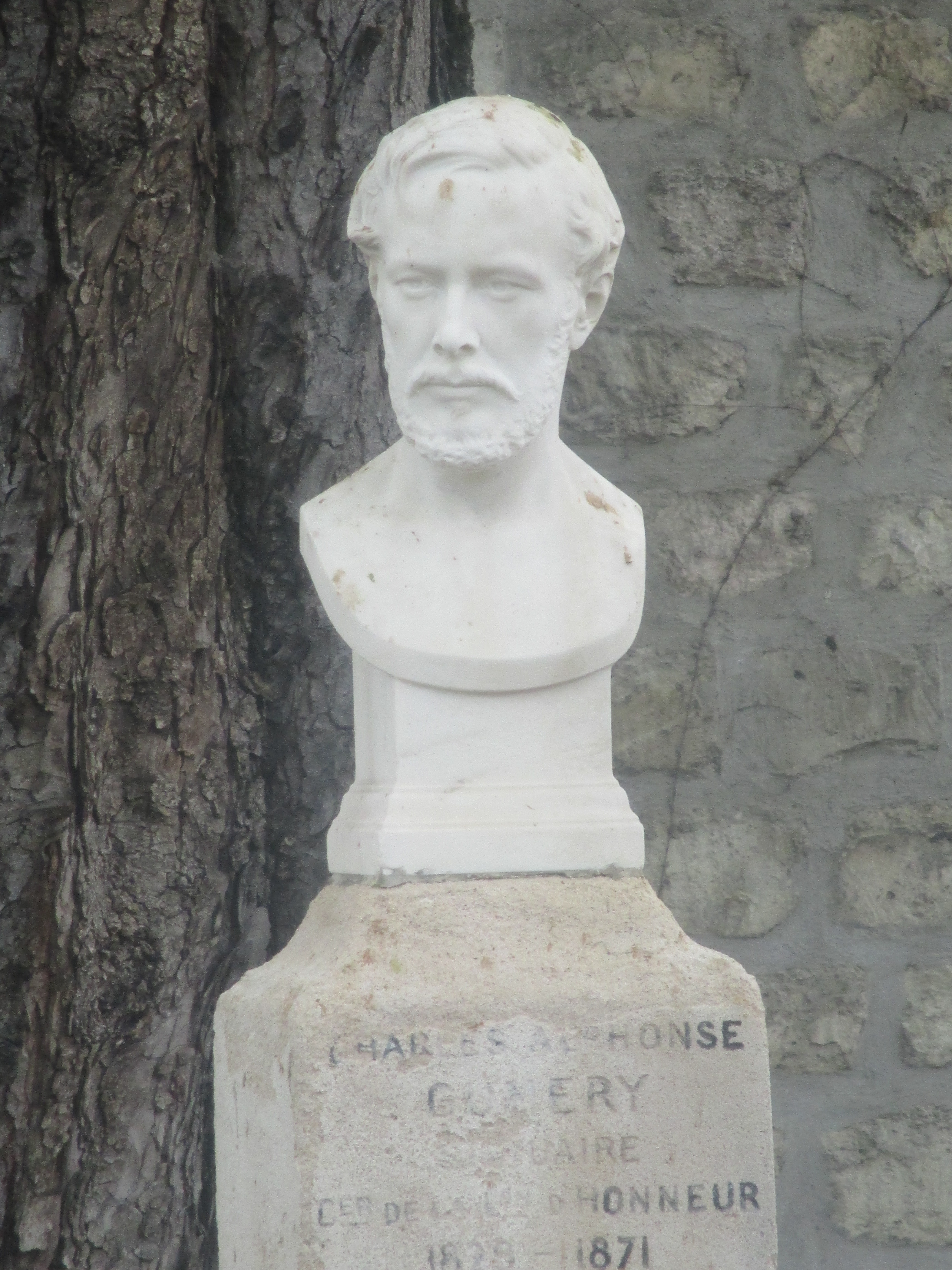
Charles Gumery (1871), Paris, cimetière de Montmartre.
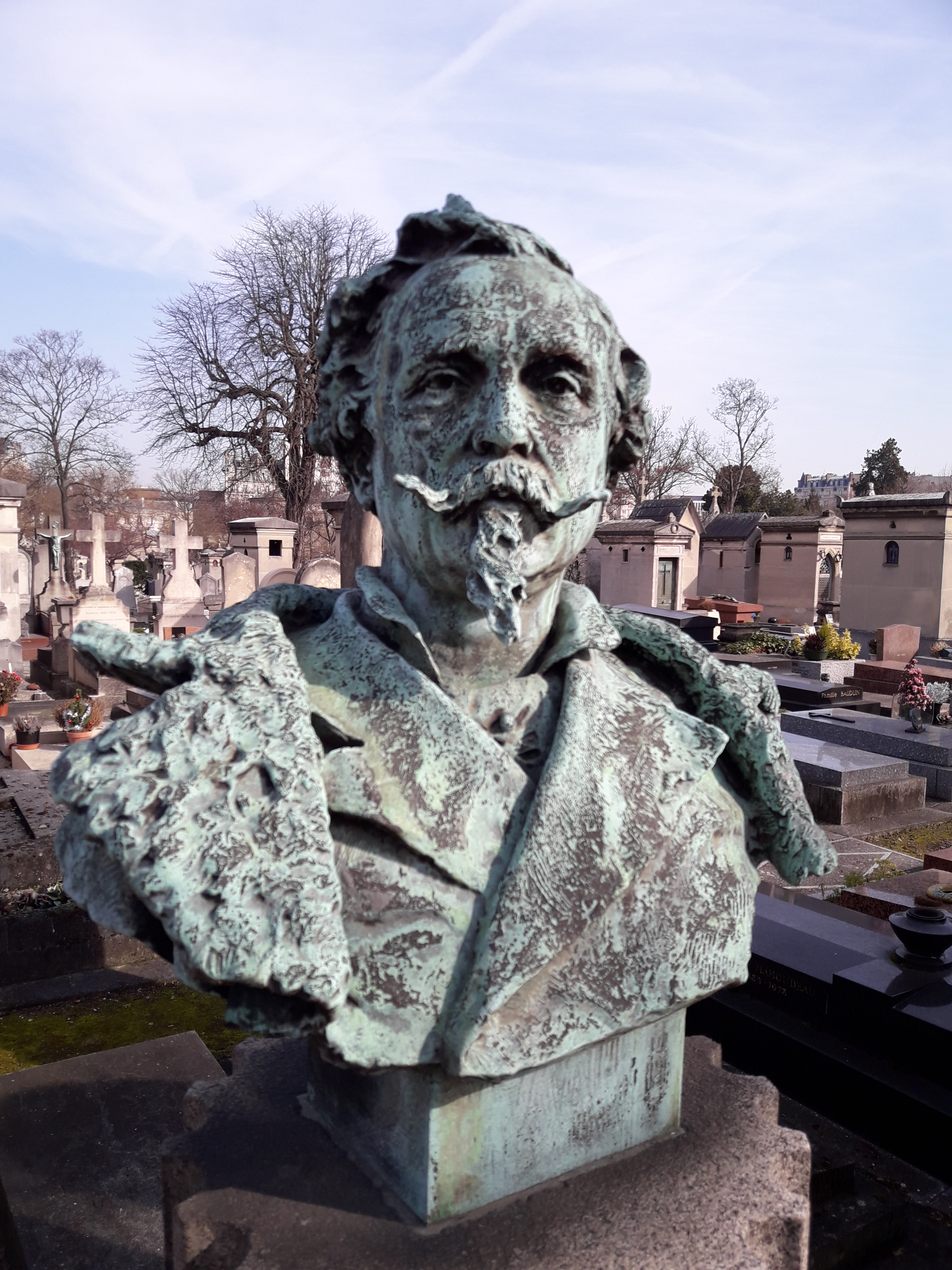
Pierre Véron (1880), Paris, cimetière du Montparnasse.
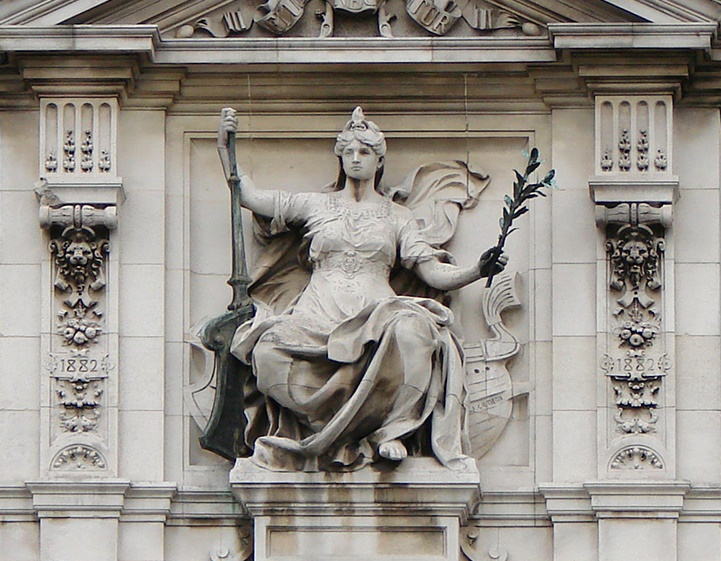
La Ville de Paris (1881), hôtel de ville de Paris.
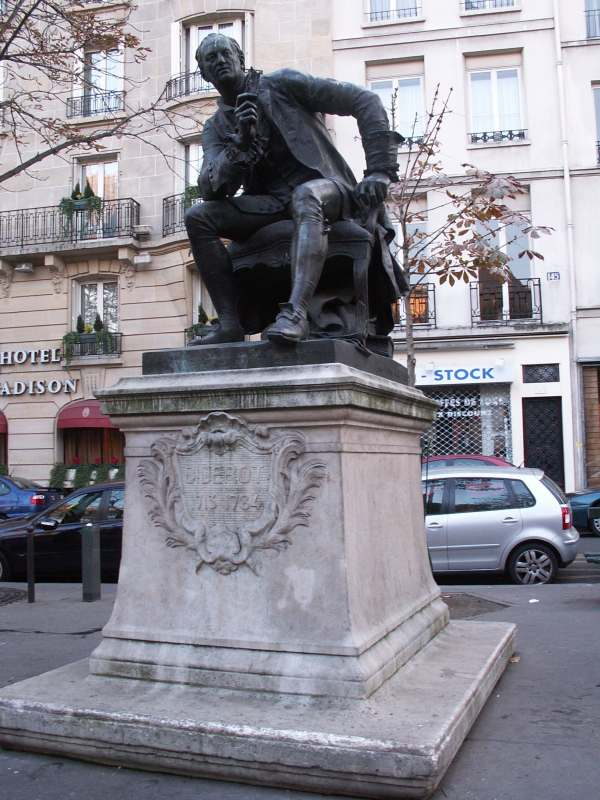
Monument à Denis Diderot (1886), Paris, boulevard Saint-Germain.
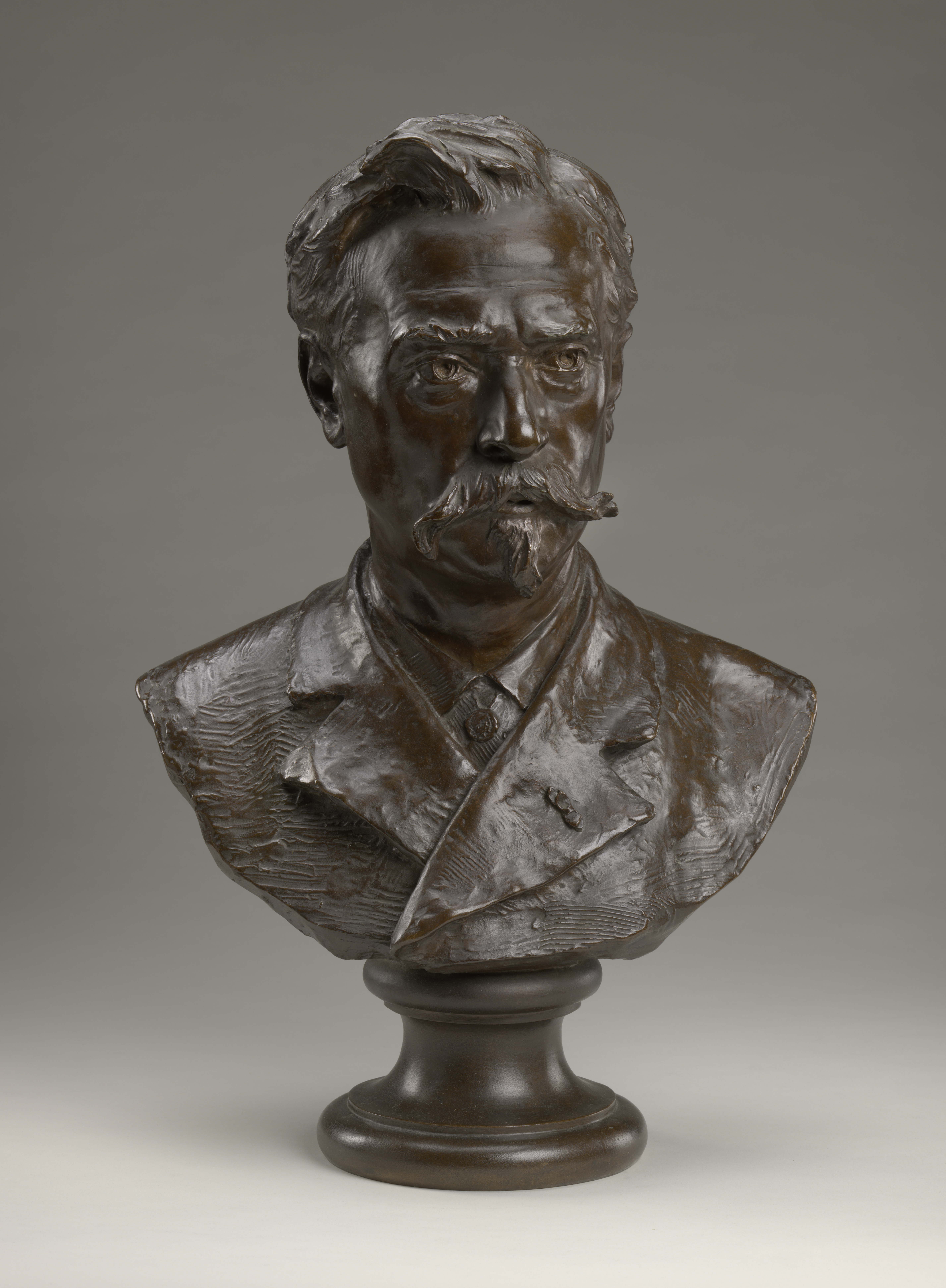
Richard Morris Hunt (1886), Londres, National Portrait Gallery.
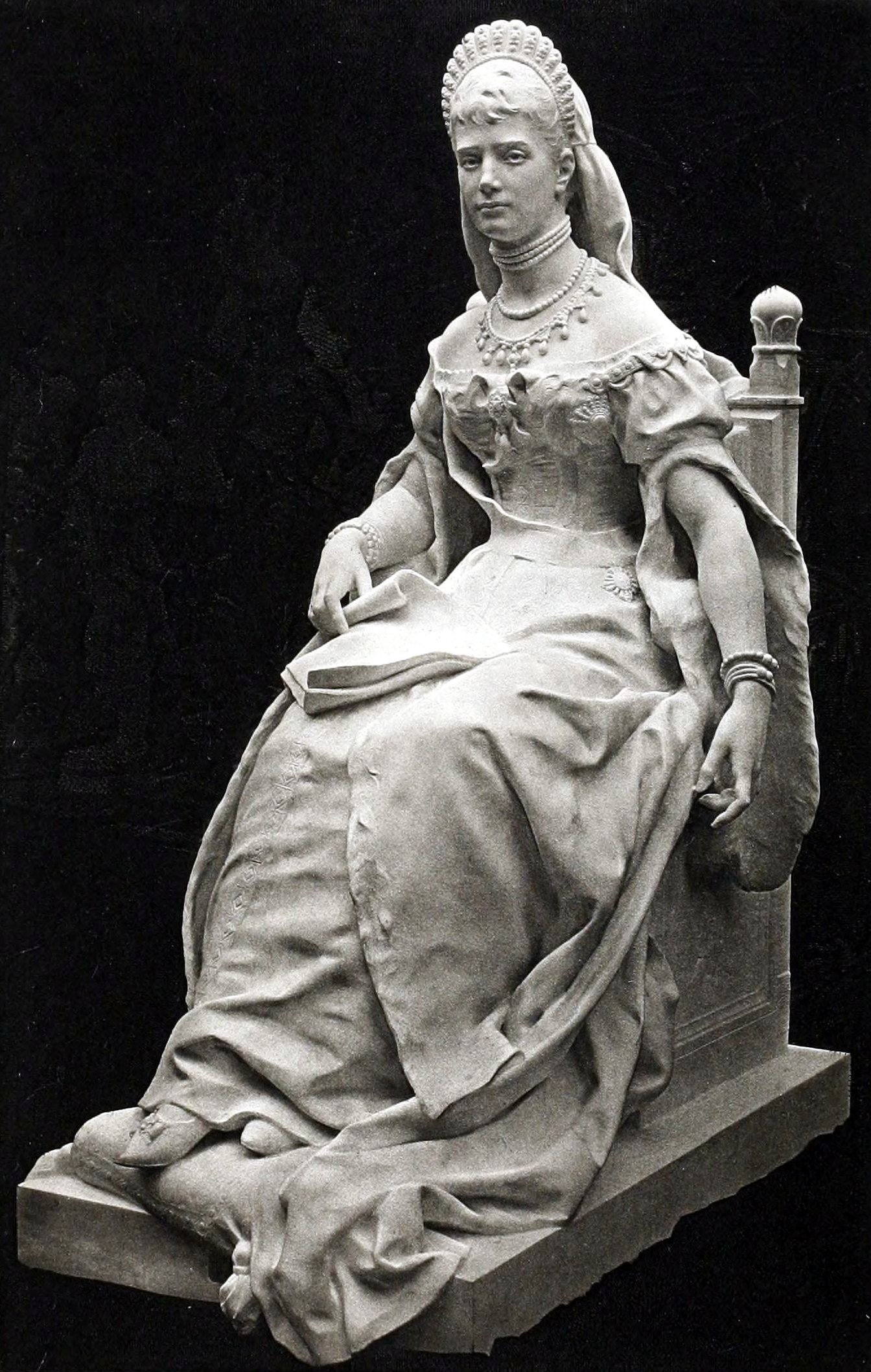
L'Impératrice Marie Fedorovna de Russie (1888), marbre, Copenhague, Ny Carlsberg Glyptotek.
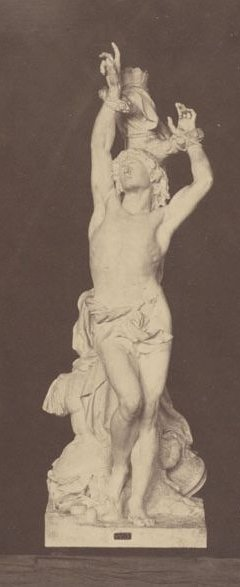
Saint Sébastien (1876), marbre, Compiègne, église Saint-Antoine.
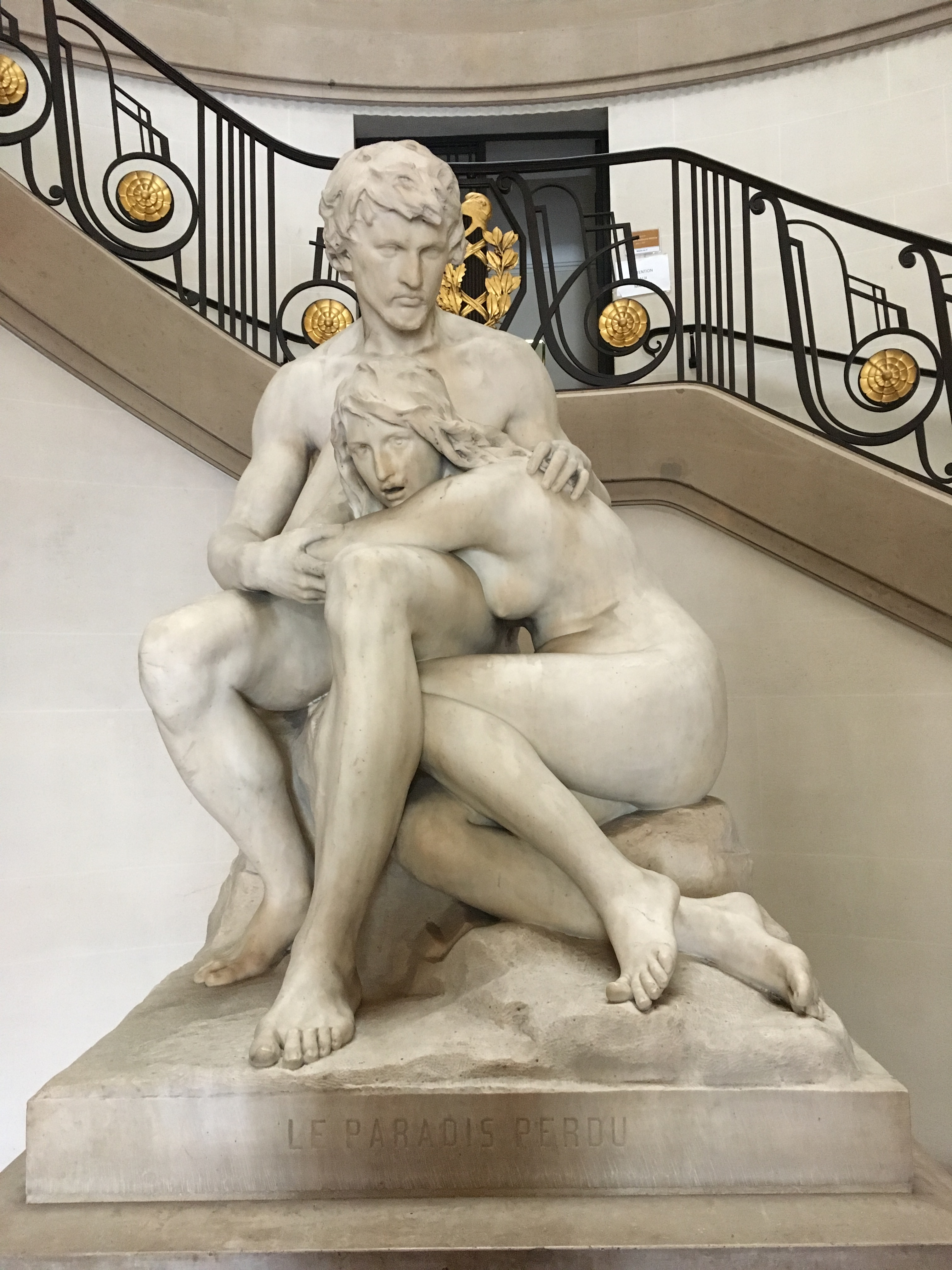
Le Paradis perdu (1881), marbre, Paris, mairie du 5e arrondissement.

## Élèves
- Lucienne Signoret-Ledieu (1858-1904).